# São Brás do Suaçuí
São Brás do Suaçuí là một đô thị thuộc bang Minas Gerais, Brasil. Đô thị này có diện tích 110,442 km², dân số năm 2007 là 3488 người, mật độ 30,3 người/km².